# Neuropsicofarmacología
El desarrollo del marco conceptual de la neuropsicofarmacología comenzó en 1873 con el descubrimiento de Camillo Golgi de que el nitrato de plata tiñe las células nerviosas. La visualización de la estructura más fina del cerebro llevó a la detección de células multipolares (células de Golgi) en la corteza cerebral por Golgi en 1883; el reconocimiento de que la “neurona” es morfológica y funcionalmente, por Ramón y Cajal en 1890; y la demostración de que la “sinapsis” es el sitio funcional de transmisión, de una neurona a otra, por Sherrington en 1896.
Desarrollos que llevaron a la detección del sustrato molecular de transmisión neuronal comenzaron con el descubrimiento de Elliot en 1904 de que la liberación de la  “simpatina” al final de cada nervio simpatético. La demostración de Dale en 1914 de que la liberación de la acetilcolina (ACh) en nervios parasimpatéticos, el reconocimiento de Otto Leowi en 1921 de cambios en células adyacentes a la liberación de ACh; y el aislamiento de Erpsamer en 1933 de la “enteramina”, la sustancia que después se conoció como serotonina.
- Datos: Q2075049